# Бовен (Север)
Бовен (фр. Bauvin) насеље је и општина у североисточној Француској у региону Север-Па де Кале, у департману Север која припада префектури Лил.
По подацима из 2011. године у општини је живело 5.270 становника, а густина насељености је износила 1368,83 становника/km². Општина се простире на површини од 3,85 km². Налази се на средњој надморској висини од 30 метара (максималној 32 m, а минималној 18 m).

## Демографија
| 1962. | 1968. | 1975. | 1982. | 1990. | 1999. | 2011. |
| ----- | ----- | ----- | ----- | ----- | ----- | ----- |
| 3.926 | 3.972 | 3.835 | 4.356 | 5.444 | 5.338 | 5.270 |

График промене броја становника у току последњих година